# Gediminas Grinius
Pour les articles homonymes, voir Grinius.
Gediminas Grinius est un athlète lituanien né le 25 juillet 1979. Coureur d'ultra-trails, il a notamment remporté la Transgrancanaria et l'Ultra-Trail Mt.Fuji en 2015. Il a en outre terminé troisième de l'Ultra-Trail World Tour 2014, deuxième de l'Ultra-Trail World Tour 2015 et premier de l'Ultra-Trail World Tour 2016.

## Résultats
| no  | masculin           | Course                                        | Longueur | Départ            | Temps            |
| --- | ------------------ | --------------------------------------------- | -------- | ----------------- | ---------------- |
| 3e  | Médaille de bronze | Lavaredo Ultra Trail                          | 119 km   | 27 juin 2014      | 13 h 01 min 22 s |
| 1er | Médaille d'or      | Transgrancanaria                              | 125 km   | 6 mars 2015       | 14 h 23 min 37 s |
| 1er | Médaille d'or      | Ultra-Trail Mt.Fuji                           | 169 km   | 25 septembre 2015 | 20 h 40 min 58 s |
| 3e  | Médaille de bronze | Hong Kong 100                                 | 100 km   | 23 janvier 2016   | 9 h 53 min 51 s  |
| 2e  | Médaille d'argent  | Transgrancanaria                              | 125 km   | 4 mars 2016       | 13 h 45 min 08 s |
| 2e  | Médaille d'argent  | Lavaredo Ultra-Trail                          | 122 km   | 24 juin 2016      | 12 h 23 min 06 s |
| 2e  | Médaille d'argent  | Ultra-Trail du Mont-Blanc                     | 170 km   | 26 août 2016      | 22 h 26 min 05 s |
| 1er | Médaille d'or      | Ultra Trail Tai Mo Shan (UTMT)                | 162 km   | 31 décembre 2016  | 20 h 04 min 00 s |
| 1er | Médaille d'or      | Cappadocia Ultra Trail                        | 110 km   | 21 octobre 2017   | 10 h 56 min 07 s |
| 1er | Médaille d'or      | Ultra Trail Tai Mo Shan (UTMT)                | 162 km   | 30 décembre 2017  | 18 h 48 min 00 s |
| 1er | Médaille d'or      | Vermont 100 Mile Endurance Run                | 100 mi   | 20 juillet 2019   | 16 h 01 min 49 s |
| 1er | Médaille d'or      | Wasatch Front 100 Mile Endurance Run          | 100 mi   | 6 septembre 2019  | 20 h 55 min 31 s |
| 3e  | Médaille de bronze | Doi Inthanon Thailand - Summit 160            | 171 km   | 9 décembre 2022   | 22 h 47 min 22 s |
| 2e  | Médaille d'argent  | Doi Inthanon Thailand by UTMB - Trans-Int 160 | 175 km   | 8 décembre 2023   | 25 h 25 min 58 s |
| 1er | Médaille d'or      | Amazean Jungle Thailand by UTMB - Betong 140  | 148 km   | 3 mai 2024        | 24 h 23 min 36 s |
| 2e  | Médaille d'argent  | Valhöll Fin del Mundo by UTMB - Advance 85K   | 86 km    | 21 mars 2025      | 9 h 16 min 36 s  |
| 1er | Médaille d'or      | Amazean Jungle Thailand by UTMB - Betong 100M | 109 km   | 2 mai 2025        | 16 h 2 min 38 s  |
| 3e  | Médaille de bronze | Kaga Spa Trail Endurance 100                  | 99,7 km  | 21 juin 2025      | 13 h 26 min 24 s |